# Nina Meurisse
Pour les articles homonymes, voir Meurisse.
Nina Meurisse est une actrice française, née le 14 novembre 1988 à Caen (Normandie).
En 2025 elle remporte le César de la meilleure actrice dans un second rôle pour L'Histoire de Souleymane.

## Biographie
Nina Meurisse ne se destinait pas au cinéma : elle étudie la harpe, le chant et le piano au conservatoire à rayonnement régional de Caen, se tourne vers la danse classique et contemporaine, puis vers l’art dramatique au conservatoire à rayonnement communal du 14e arrondissement de Paris et au Studio d'Asnières dans la promotion 2010.
Bien qu’ayant fait très jeune l’expérience du cinéma, dans le film Saint-Cyr (2000) de Patricia Mazuy, elle ne décide de la poursuivre qu’après avoir rencontré Frédéric Mermoud, cinéaste suisse qui fait d’elle son actrice fétiche, avec deux courts métrages en 2003 et 2006, puis Complices en 2009.

## Filmographie
Sauf indication contraire, les informations mentionnées dans cette section peuvent être confirmées par les bases de données cinématographiques IMDb et Allociné,  présentes dans la section « Liens externes ».

### Cinéma

#### Longs métrages
- 2000 : Saint-Cyr de Patricia Mazuy : Lucie de Fontenelle
- 2009 : Complices de Frédéric Mermoud : Rebecca Legendre
- 2011 : Léa de Bruno Rolland : Sonia, la stagiaire orthophoniste
- 2011 : La Brindille d’Emmanuelle Millet : La sage-femme lors de l’accouchement
- 2012 : Mains armées de Pierre Jolivet : Juliette
- 2012 : Avanti d’Emmanuelle Antille – Léa
- 2013 : Au bout du conte d’Agnès Jaoui : Clémence, la violoncelliste
- 2013 : Crawl de Hervé Lasgouttes : Gwen
- 2013 : Juliette de Pierre Godeau : Lou
- 2013 : Lulu femme nue de Sólveig Anspach : Virginie, la serveuse
- 2014 : Vincent n'a pas d'écailles de Thomas Salvador : l’amie de Lucie
- 2014 : Africaine de Stéphanie Girerd : Géraldine
- 2015 : Les Chaises musicales de Marie Belhomme : Solène
- 2015 : Je suis un soldat de Laurent Larivière : Audrey
- 2016 : Une vie de Stéphane Brizé : Rosalie
- 2016 : L’Effet aquatique de Sólveig Anspach : la noyée d’un soir
- 2018 : Place publique d'Agnès Jaoui : Nina
- 2019 : Camille de Boris Lojkine : Camille Lepage
- 2021 : Petite Maman de Céline Sciamma : la mère
- 2023 : Les Algues vertes de Pierre Jolivet : Judith
- 2023 : Le Ravissement de Iris Kaltenbäck : Salomé
- 2023 : Cash de Jérémie Rozan : Béatrice Breuil
- 2024 : L’Histoire de Souleymane de Boris Lojkine : L'officière de l'OFPRA

#### Courts métrages
- 2003 : L’Escalier de Frédéric Mermoud : Rachel
- 2004 : Fausse teinte de Marie Guiraud : Léa
- 2004 : Over the Rainbow de Michaël Tavoi
- 2006 : Rachel de Frédéric Mermoud : Rachel
- 2007 : Maël fume de François Brunet : la fille du foot
- 2007 : La Vie d’Anaïs d’Arnaud Gautier : Anaïs
- 2007 : Spadassins de Jean-Baptiste Saurel
- 2009 : Les Causses d’Aurélien Pallier : l’apparition
- 2013 : Bonne Poire de Marie Belhomme
- 2014 : Un conte de la Goutte-d’Or de Dyana Gaye : Ernestine
- 2015 : Le Jour du marché de Brigitte Lo Cicero : Ophélie
- 2015 : Gueule de loup d’Alice Vial : Jeanne
- 2015 : Les Chaises musicales de Marie Belhomme
- 2015 : Jeunesse des loups-garous de Yann Delattre : Julie
- 2016 : Mad de Sophie Tavert
- 2016 : Ruptures (ou André et Gabriel) de Francisco Bianchi : Sophie
- 2016 : Naturellement de Lucie Clayssen : Maya

### Télévision

#### Séries télévisées
- 2014 : Virage Nord : Jessica
- 2016 : Accusé : Eva
- 2017 : Glacé : Diane Berg
- 2021 : Mixte : Camille Couret, professeure d’anglais
- 2023 : BRI : Nina Perez
- 2023 : Tout va bien : La psychologue
- 2023 - 2025 : Cœurs noirs : Sabrina Besson
- 2024 : La Fièvre : Sam Berger
- 2025 : 37 Secondes : Marie Madec

#### Téléfilms
- 2003 : Des épaules solidesd’Ursula Meier : Dani
- 2010 : Mon père, Francis le Belge de Frédéric Balekdjian : Cathy ado et adulte
- 2011 : Cigarettes et bas nylon de Fabrice Cazeneuve : Yvonne
- 2013 : Mon ami Pierrot d’Orso Miret : la professeur de français

### Réalisatrice
- 2002 : Petit Traité de marketing (court métrage)

## Théâtre
- 2007 : L'Opéra de quat'sous de Bertolt Brecht, mise en scène de Jean-Louis Martin-Barbaz
- 2008 : Les Trente Millions de Gladiator d’Eugène Labiche, mise en scène de Hervé Van der Meulen au théâtre de l'Ouest parisien
- 2017 : Un air de famille d’Agnès Jaoui et Jean-Pierre Bacri, mise en scène Agnès Jaoui au théâtre de la Porte-Saint-Martin
- 2017 : Cuisine et Dépendances d’Agnès Jaoui et Jean-Pierre Bacri, mise en scène Agnès Jaoui au théâtre de la Porte-Saint-Martin
- 2019 : L'Absence de père, mise en scène par Lorraine Sagazan (texte original : Platonov d'Anton Tchekhov)

## Distinctions

### Récompenses
- Prix d'interprétation pour L’Escalier
  - au festival de Cabourg
  - au festival « 5 jours tout court » de Caen
  - au festival de Vendôme
- Prix de l’humour au festival de Houlgate pour Petit traité de marketing
- Prix d'interprétation au Festival de Grenoble pour La Vie d’Anaïs
- Festival du film francophone d'Angoulême 2019 : Valois de la meilleure actrice pour Camille
- Lumières 2020 : Révélation féminine pour Camille
- César 2025 : Meilleure actrice dans un second rôle pour L'Histoire de Souleymane

### Nominations
- César 2020 : Meilleur espoir féminin pour Camille